# Simulium callipygium
Simulium callipygium är en tvåvingeart som beskrevs av Craig 2006. Simulium callipygium ingår i släktet Simulium och familjen knott.
Artens utbredningsområde är Vanuatu. Inga underarter finns listade i Catalogue of Life.